# Léopold Wertheim
Löb Wertheimer, dit Léopold Wertheim, né à Fürth (Bavière) le 13 octobre 1808 et mort le 29 mars 1890 à Paris, est un médecin français, introducteur de l'hydrothérapie en France.
Il est fait chevalier de la Légion d'honneur en 1865.

## Biographie
Léopold Wertheim est né dans une famille juive de la ville de Fürth, en Bavière. Il est le fils de Isaac Joseph Wertheimer, fabricant de verre, et de son épouse Lea Elisabeth Baruch.
Wertheim étudie la médecine à Munich, puis s'installe en France à partir de 1840.

### Importation en France de l'hydrothérapie
Dès son arrivée en France, Wertheim tente d'y introduire l'hydrothérapie de Priessnitz qu'il a étudiée en Bavière. Pendant des années, l'Académie royale de médecine s'y oppose (voir l'article sur l'hydrothérapie). Après des expériences sur les maladies de la peau à l'hôpital Saint-Louis auquel il est attaché, Wertheim fonde en 1851 le Grand établissement d'hydrothérapie au château d'Issy.

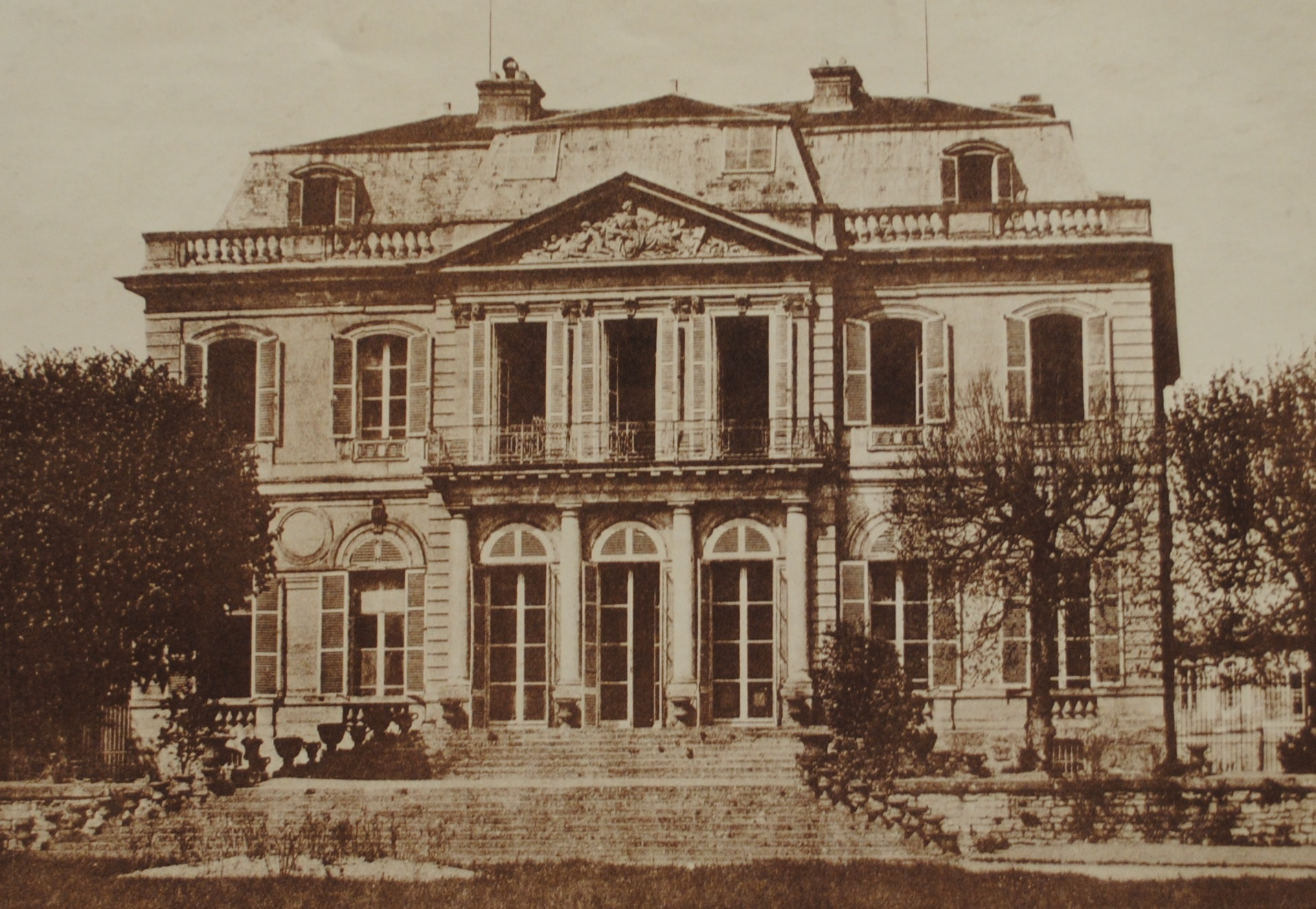
Le château d'Issy vers 1860

### Épidémie de choléra de 1845
La contribution de Léopold Wertheim à la lutte contre les épidémies de choléra à Paris contribue à lui voir décerner le grade de chevalier de la Légion d'honneur en 1865.

### Naturalisation
En 1874, Léopold Wertheim obtient la nationalité française. Il finit ses jours à Paris.